# Fallas (feest)

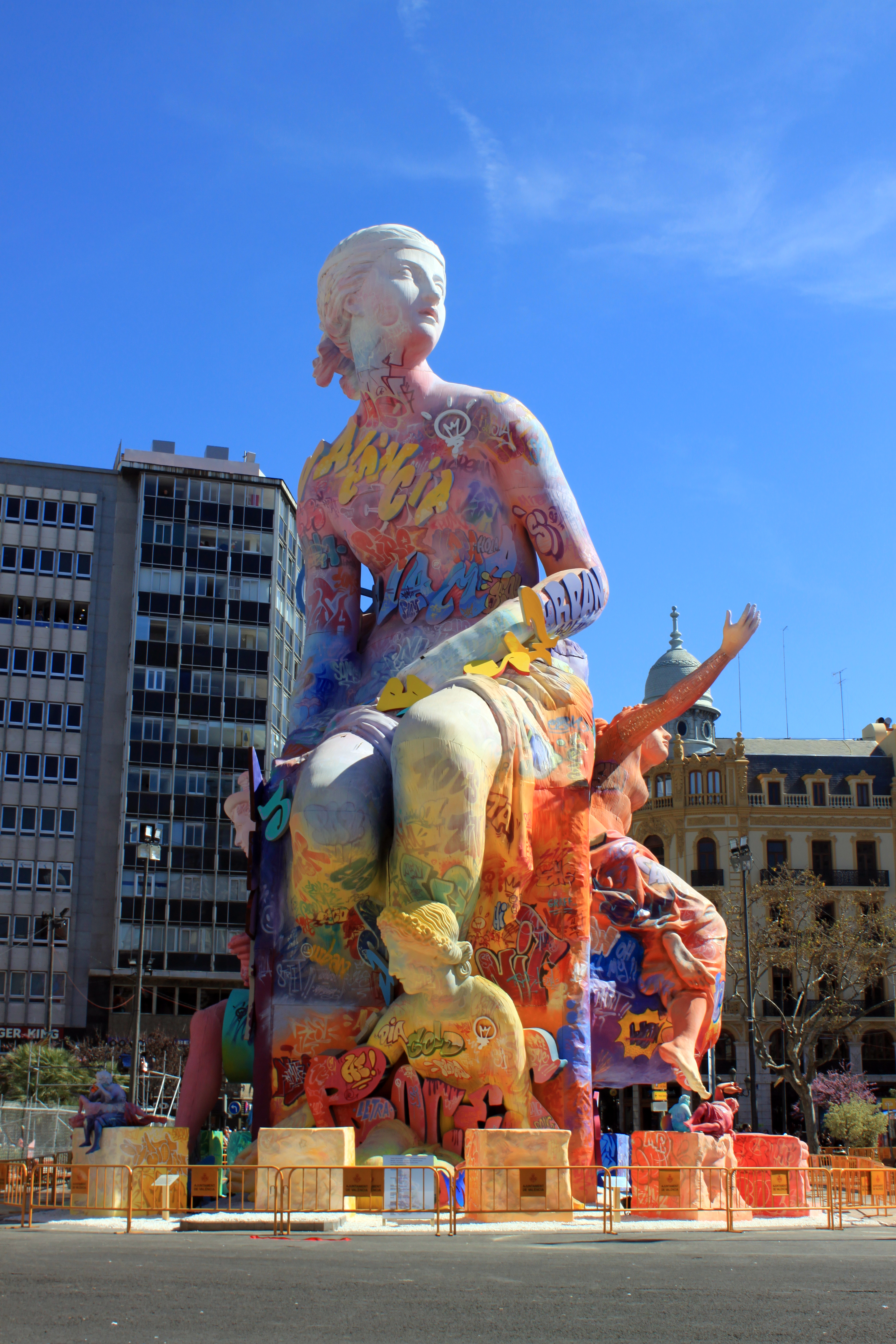
Falla Gemeente Valencia 2019.

Las Fallas (Spaans: [faʎas]) of Falles (Valenciaans: [faʎes]) is een traditioneel feest ter ere van Sint-Jozef dat ieder jaar in de stad Valencia (Spanje) wordt gehouden. De term Fallas verwijst naar zowel het feest als ook naar de beelden (van hout en piepschuim) die speciaal voor het feest worden gemaakt. 
Las Fallas beginnen officieel de laatste zondag van februari met het openingsfeest La Crida bij de karakteristieke Torres de Serrano en eindigt op 19 maart met La Crema, het verbranden van de voor het feest vervaardigde beelden. 
Elke wijk van de stad heeft een fallas-vereniging, casal faller (of een comissió fallera), die het hele jaar fondsen werft om het feest en de productie van de beelden te kunnen bekostigen.
Eind 2016 is het festival tot werelderfgoed verklaard en sindsdien staat het op de representatieve lijst van het immaterieel cultureel erfgoed van de mensheid van UNESCO.

## Fallas en ninots
Elke falla bestaat uit een basisstructuur en een aantal ninots (poppen). De fallas worden op 15 maart door de leden van de fallas-verenigingen opgebouwd. Er zijn twee verschillende types fallas. De Fallas Infantiles en de Fallas. Eerstgenoemde kinder-fallas zijn kleinere beelden, met hoogtes tot circa 1,8 meter. De gewone fallas zijn juist enorm, sommige zelfs tot 30 meter hoog. In 2015 werden in totaal 385 fallas opgezet ter waarde van 6,8 miljoen euro. De fallas worden bijna altijd afgemaakt met een aantal (soms tientallen) ninots. Deze ninots stellen personages voor. Ieder jaar is er in de dagen net voor de hoogtepunten van het festival een tentoonstelling waarbij een aantal vooraf verkozen ninots te zien zijn. Een van deze ninots wordt door het publiek gekozen als winnaar en zal tijdens de verbranding van alle fallas worden gespaard voor het vuur. Deze ninot gaat naar het fallas-museum waar sinds 1934 van ieder jaar een ninot te zien is. De rest van de ninots uit de tentoonstelling wordt teruggebracht naar de fallas waar ze bij horen en worden vervolgens verbrand.

## Gebeurtenissen tijdens Las Fallas
La Mascletà: Vanaf 1 maart tot en met 19 maart wordt elke dag om 14.00u bij het stadhuis (Plaza Ayuntamiento) de zogenaamde mascleta's aangestoken. Dit is heftig knalvuurwerk dat in verschillende ritmes en variërende volumes ontploft.
Laatste zondag van februariLa Crida - officiële opening van Las Fallas bij Torres de Serranos met vuurwerk en een lichtshow. De fallera mayor nodigt iedereen uit om naar Valencia te komen om Las Fallas mee te maken. Bijna altijd op de laatste zondag van februari maar er zijn uitzonderingen; La Crida voor Las Fallas 2020 werd op 1 maart gehouden.
15 maartLa Planta - In de nacht van 15 op 16 maart moeten alle fallas volledig geplaatst en gereed zijn. In de vroege ochtend van 16 maart worden de kunstwerken beoordeeld door een jury en zullen er prijzen in verschillende categorieën worden gegeven.
17 en 18 maartL'Ofrena de flors - bloemenoffers aan de Virgen de los Desamparados (de heilige maagd van de hulpbehoevenden). Meer dan 100.000 leden van de verschillende fallas-verenigingen lopen in traditionele klederdracht in een parade door de straten van Valencia. De meisjes en dames dragen elk een bosje rode, roze of witte anjers. De bloemen worden op het Plaza de la Virgen (Plein van de Maagd) aangeboden aan de Virgen de los Desamparados. Op het plein staat een gigantisch houten raamwerk opgesteld met daarop het hoofd van Maria. De bosjes bloemen worden overhandigd aan een groep vrouwen en mannen die de bloemen vervolgens aan het raamwerk bevestigen. Binnen 2 dagen verandert het kale houten lijf van Maria in een prachtige bloemenmantel.
18 maartNit del Foc - de nacht van het vuur. Vanaf 16 tot en met 18 maart worden siervuurwerkshows gegeven, die iedere nacht een beetje spectaculairder worden. Op 18 maart tijdens de 'Nit del Foc' vindt de grootste vuurwerkshow plaats.
19 maartCabalgata del fuego, een vuuroptocht van Calle Colón tot Porta de la Mar. Hiermee brengt men symbolisch het vuur de stad in om later in de avond de Falla's mee in brand te steken.
19 maartLa cremà, verbranding van de fallas. Vanaf 22:00 beginnen de quema's van de Fallas Infantiles, gevolgd door de gewone. Dit gaat door tot diep in de nacht.

## La Fallera Mayor
De Fallera Mayor (de koningin van de Fallas) wordt door elke falla-vereniging voor een jaar gekozen. Zij is de belangrijkste vertegenwoordigster van de vereniging. Onder alle falleras mayores wordt door een jury de Fallera Mayor de Valencia gekozen. Zij is de ambassadrice van het fallas-feest voor de hele stad Valencia, een uiterst prestigieuze en eervolle functie. La Fallera Mayor is bij alle officiële activiteiten tijdens Las Fallas aanwezig. Evenzo wordt er ook een Fallera Mayor Infantil de Valencia gekozen - de Kinderkoningin.

## Galerij

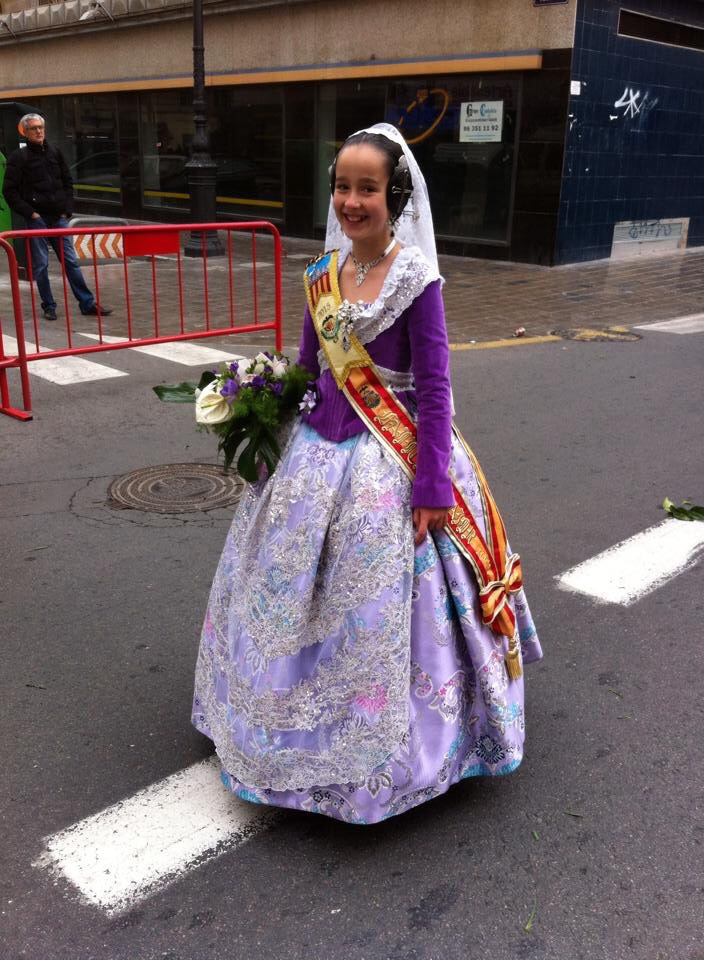
De Fallera Mayor Infantil de Valencia op weg naar de Virgen de los Desamparados, 17 maart 2015
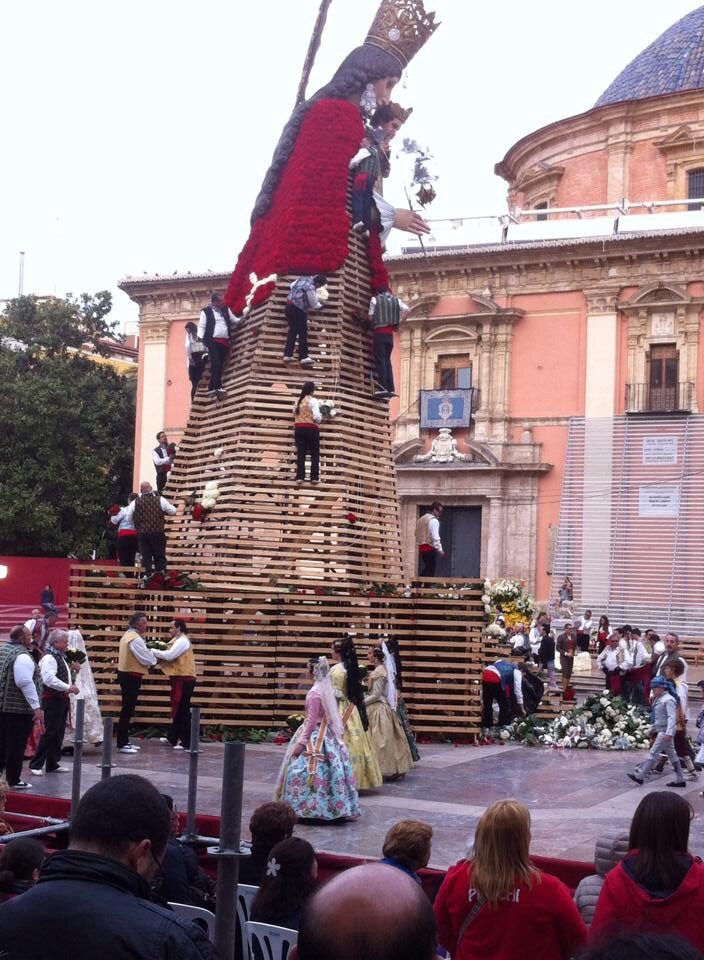
De bloemenmantel van de Virgen de los Desamparados is in wording, 17 maart 2015
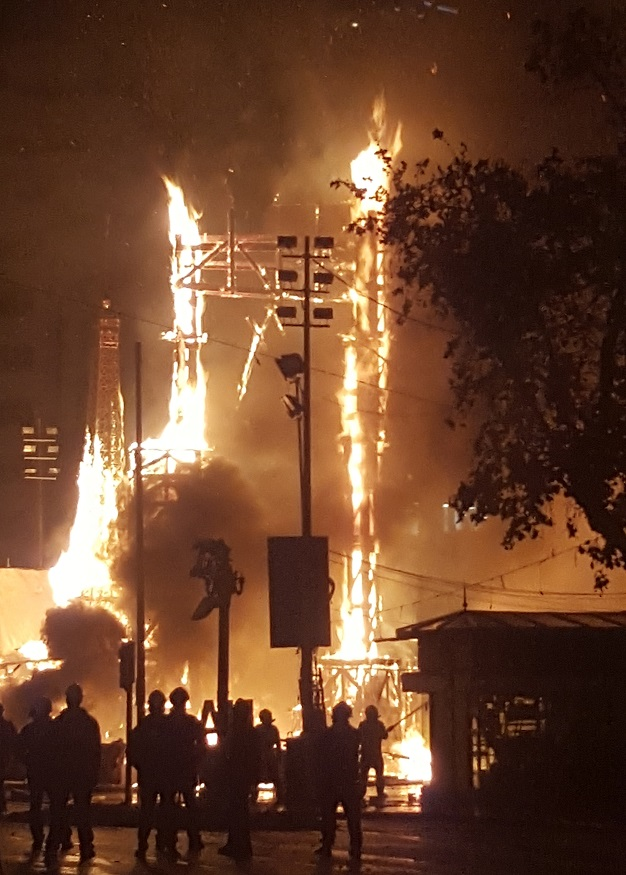
Verbranding van de Falla Municipal op het gemeentehuisplein, 19 maart 2016
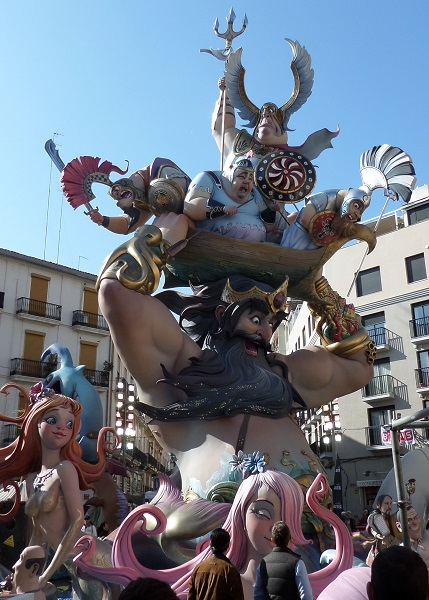
Een van de vele falla's tijdens het Fallasfestival, 16 maart 2015